# Distribution binaire
La distribution binaire est un concept de géographie humaine constatant la présence de deux ou plusieurs villes très grandes et dominantes dans un pays,.

## Pays à distribution binaire
- Australie (Melbourne, Sydney)
- Brésil (São Paulo, Rio de Janeiro)
- Cameroun (Yaoundé, Douala)
- Canada (Toronto, Montréal)
- Chine (Shanghai, Pékin)
- Espagne (Madrid, Barcelone)
- États-Unis (New York, Los Angeles)
- Inde (Mumbai, Delhi)
- Italie (Rome, Milan)
- Japon (Tokyo, Osaka-Kobe-Kyoto)
- Pays-Bas (Amsterdam, Rotterdam)
- Russie (Moscou, Saint-Pétersbourg)
- Turquie (Ankara, Istanbul)
- Viêt Nam (Hô Chi Minh Ville, Hanoï)